# Иргашев, Хамра
Хамра́ Ирга́шев (1911 год, Самаркандский уезд, Самаркандская область, Туркестанский край, Российская империя — неизвестно, Пастдаргомский район, Самаркандская область, Узбекская ССР) — бригадир колхоза имени Чкалова Пост-Даргомского района, Самаркандская область, Узбекская ССР. Герой Социалистического Труда (1957).

## Биография
Родился в 1911 году в одном из сельских населённых пунктов Самаркандского уезда. До начала коллективизации трудился в личном сельском хозяйстве. В апреле 1943 призван по мобилизации в Красную Армию. Участвовал в Великой Отечественной войне. Воевал в составе 306-й стрелковой дивизии.
После демобилизации возвратился на родину, где стал трудиться бригадиром хлопководческой бригады в колхозе имени Чкалова Пост-Даргомского района. За выдающиеся трудовые результаты по итогам работы во время первой послевоенной пятилетки (1946—1950) дважды награждался медалью «За трудовую доблесть».
В 1956 году колхоз имени Чкалова Пост-Даргомского района собрал высокий урожай хлопка-сырца. Одним из отличившихся тружеников был бригадир Хамра Иргашев. Указом Президиума Верховного Совета СССР «О присвоении звания Героя Социалистического Труда колхозникам, колхозницам, работникам машинно-тракторных станций, совхозов, партийным и советским работникам Узбекской ССР» от 11 января 1957 года удостоен звания Героя Социалистического Труда за «выдающиеся успехи, достигнутые в деле развития советского хлопководства, широкое применение достижений науки и передового опыта в возделывании хлопчатника, получение высоких и устойчивых урожаев хлопка-сырца» с вручением ордена Ленина и золотой медали «Серп и Молот» (№ 7466).
Этим же Указом званием Героя Социалистического Труда был награждён председатель колхоза имени Чкалова Пост-Даргомского района Джаникул Юсупов.
После объединения 2-й Пост-Даргомской МТС и укрупнения колхоза имени Чкалова в объединённый колхоз имени Карла Маркса Пост-Даргомского района трудился бригадиром в этом колхозе до выхода на пенсию. Неоднократно участвовал в работе Всесоюзной выставки ВДНХ.
Проживал в Пастдаргомском районе. Дата смерти не установлена.
Награды
- Герой Социалистического Труда
- Орден Ленина
- Медаль «За трудовую доблесть» — дважды (18.05.1949; 07.05.1951)
- Медали ВДНХ.